# José Pellicer de Ossau Salas y Tovar
José Pellicer de Ossau Salas y Tovar (Zaragoza, 26 de abril de 1602 - Madrid, 16 de diciembre de 1679) fue un historiador, filólogo y poeta español. Destacó por sus comentarios a la obra poética de Luis de Góngora. Fue Cronista Mayor de Castilla y posteriormente de Aragón. En poesía se adscribió a la corriente culteranista.

## Biografía
Nacido de noble familia originaria del Valle de Tena (Huesca), hijo primogénito, y como tal, señor de las casas de Pellicer y de Ossau, su padre Antonio era aficionado a las letras y compuso un Poema de la Batavia rebelde y un Epítome de las Historias de Garibay, con lo que el hijo se aficionó también a las letras antes de que muriera en 1616 tras haber servido con las armas a Felipe II; de todos los hijos que tuvo sobrevivieron siete, incluido el propio José. Este estudió Gramática en Consuegra con Juan García Genzor y más tarde se traslada a Salamanca, en cuya Universidad estudia Cánones y Leyes. Más tarde marcha a Madrid, donde estudia Filosofía en la Universidad de Alcalá de Henares; casó con Sebastiana Ocáriz, de la que tuvo muchos hijos y enviudó, para casarse otra vez con 63 años. 
Además de reconocido latinista, dominaba las principales lenguas de la cultura de la época, el hebreo, el griego clásico, el italiano y el francés; erudición de la que se burló Lope de Vega en su Laurel de Apolo, pues al parecer el personaje era también bastante vanidoso. Su gran fama le llevaría a ser nombrado Cronista de los Reinos de Castilla  en 1629, y en 1637, cronista mayor de Aragón, cargo que habían desempeñado antes Jerónimo Zurita o Lupercio Leonardo de Argensola y su hermano Bartolomé Leonardo de Argensola. En 1640 fue nombrado Cronista Mayor del Rey, al servicio de Felipe IV. 
Experto genealogista, actividad muy apreciada en su tiempo, destacó también como historiador y escritor de obras literarias, especialmente de poesía. Como poeta su estilo es gongorino, pues fue admirador y defensor del gran poeta cordobés. En su defensa de los poemas mayores de Góngora, polemizó con Lope de Vega y Quevedo. Con Rodrigo Caro mantuvo correspondencia a propósito de los Dioses antiguos de Hispania.
Como literato, además de los escritos polémicos, es autor de poemas de tema mitológico, como el Rapto de Ganímedes (1624), en ciento veinte coplas, o el Poema de Lucrecia (1622), de asunto histórico. Tradujo en 1626 el poema Argenis y Poliarco, de John Barclay, obra leída y admirada por Baltasar Gracián.
Se le considera uno de los precursores del periodismo en España, con sus Avisos históricos, que relatan sucesos de actualidad ocurridos de mayo de 1639 a noviembre de 1644, en parte recopilados, en forma de antología, por el profesor Enrique Tierno Galván. Los Avisos históricos recogen un amplio caudal de noticias de carácter nacional e internacional que suponen una importante fuente de información política y social de unos años claves para la monarquía española presididos por la sublevación de Cataluña y la de Portugal.
José Pellicer ha pasado a la historia de la literatura como comentarista de las obras mayores de Góngora, con sus Lecciones solemnes a las obras de don Luis de Góngora y Argote, publicadas en 1630. Allí defiende la exactitud diáfana de la Fábula de Polifemo y Galatea y de las Soledades gongorinas, que habían sido despreciadas por quienes las consideraban oscuras, intrincadas e ininteligibles, y consigue aclarar, en un ejercicio de exégesis que solo era dado realizar a autores ya clásicos, cada uno de los pasajes difíciles del genio cordobés, incluidos el Panegírico del Duque de Lerma y la Fábula de Píramo y Tisbe.
También ha sido reconocido en tiempos recientes como el verdadero primer atlantólogo español, al ser el primer historiador que dedicó un estudio de considerable extensión a la cuestión de la Atlántida en su célebre obra Aparato a la Monarchia Antigua de las Españas..., en la que defendió la autenticidad de la historia narrada por Platón así como la tesis de que esta había sido en realidad la misma península ibérica más un grupo de islas adyacentes, que desaparecerían con la catástrofe descrita en los textos del filófoso ateniense.
Fue padre del también humanista Casiano Pellicer.

## Obras
Escribió más de 200 obras, entre las que cabe destacar: 
- Anfiteatro de Felipe el Grande, [facsímil de la ed. de: Madrid: Iuan Gonçalez, 1631], Cieza (Murcia), Antonio Pérez Gómez (pub.), 1974.
- Aparato a la monarchia antigua de las Españas en los tres tiempos del mundo, el adelon, el mithico y el historico: primera parte ..., José Pellicer de Ossau Salas y Tovar, Edi.  Benito Macè, 1673
- Avisos históricos, Enrique Tierno Galván (ed. y selección), Madrid, Taurus (col. Ser y Tiempo. Temas de España, vol. 31), 1965.
- Bibliotheca formada de los libros i obras publicas de don Ioseph Pellicer de Ossau y Touar, por Geronimo Vilagrasa, Valencia, 1671
- Defensa de España contra las calumnias de Francia (Satisfación a los engaños de su manifiesto, motiuo de los intentos del Rey Cristianísimo, verdad de los designios del Rey Católico, en las alteraciones de Europa). Edición en línea disponible en la Biblioteca Virtual Cervantes:  Archivado el 12 de enero de 2012 en Wayback Machine.
- Distinción de las dos monarquías de Babilonia y Asiria.
- El poema de Lucrecia (1622).
- Honras fúnebres y fama póstuma de Fray Hortensio Paravicino, Francis Cerdán (ed.), Toulouse, Helios, 1994.
- Lecciones solemnes a las obras de Don Luis de Gongora y Argote... / escriuilas Don Ioseph Pellicer de Salas y Touar (...), Madrid, en la Imprenta del Reino (a costa de Pedro Coello), 1630.
- Pirámide bautismal.
- Obras de Tertuliano.